# Liznowo
Liznowo – wieś w Polsce położona w województwie kujawsko-pomorskim, w powiecie toruńskim, w gminie Chełmża.
| SIMC    | Nazwa         | Rodzaj    |
| ------- | ------------- | --------- |
| 0842041 | Na Bezdół     | część wsi |
| 0842058 | Zelgno-Bezdół | kolonia   |

W latach 1975–1998 miejscowość administracyjnie należała do województwa toruńskiego. Według Narodowego Spisu Powszechnego (III 2011 r.) liczyła 196 mieszkańców. Jest dziewiętnastą co do wielkości miejscowością gminy Chełmża.